# Analýza dosažené hodnoty
Analýza dosažené hodnoty je metodou používaná v projektovém řízení pro sledování a vyhodnocení stavu projektu z pohledu nákladů i času. Poskytuje také nástroje pro predikci budoucího stavu projektu. Metodu lze využít s výhodou pro sledování projektů s mnoha úkoly a činnostmi, které je možno vyhodnocovat současně. 
Metoda je známá pod zkratkou EVM (Earned value management), dříve také EVA (Earned value analysis). V zahraniční literatuře lze najít i zkratku EVPM (Earned value performance management) a v oblasti vojenských projektů se také označuje C/SCSC (Cost/Schedule Control System Criteria). V dalším textu je používána zkratka EVM.

## Historie
Základy metody byly vytvořeny v šedesátých letech dvacátého století v pracích vytvářených pro ministerstvo obrany USA. Metoda byla dále rozvíjena a dnes je součástí metod vyučovaných v rámci projekt managementu a součástí zkoušek podle IPMA, PMP a dalších.

## Princip

### Základní pojmy a ukazatele
- PV (Planned value) - Plánovaná hodnota
- EV (Earned value) - Získaná hodnota
- AC (Actual cost) - Aktuální náklady
- BAC(Budget at completion) – Plánovaná výše rozpočtu

Uvedené pojmy je možno sledovat jak v peněžním vyjádření, tak jako vynaložené úsilí. Je nutno vybrat a používat stejnou metriku pro všechny výše uvedené hodnoty a také stejný pohled. I když v anglickém pojmu se objevuje název hodnota, jde vždy o náklady.
Pro pochopení tohoto faktu lze použít pohled sponzora projektu .  PV je plán jaká hodnota bude v čase vytvářena a jak ji budu platit. EV skutečně vytvořená hodnota. AC reprezentuje skutečně vynaložené náklady.
V ideálním světě po celou dobu projektu platí, že:
PV = AC = EV a na konci projektu = BAC.

### Získaná hodnota práce (EV)
Hodnota EV je vypočtena jako procento dokončené práce z celkového plánovaného rozpočtu.
Označíme procento dokončené práce POC (Percent of completion).
{\displaystyle EV=POC*BAC}
U prací, které jsou měřitelné můžeme procento dokončení spočítat jako v příkladu s výkopem níže v tomto textu. U prací, u kterých je rozpracovanost objektivně těžko měřitelná se procento dokončení úkolu odhaduje. Alternativní způsoby zjišťování EV jsou popsány v samostatné kapitole.

### Stav projektu v čase
Pro vyjádření stavu práce z pohledu nákladů se používá hodnota CV (Cost variance)
{\displaystyle CV=EV-AC}
Pokud je CV > 0, tedy získaná hodnota je větší než jsou aktuální náklady tak projekt z pohledu nákladů šetří.
Dalším způsobem vyjádření stavu práce z pohledu nákladů je hodnota CPI (Cost Performance Index)
{\displaystyle CPI={EV \over AC}}
Hodnotu CPI lze potom interpretovat následovně:
CPI = 1 znamená, že náklady odpovídají množství získané hodnoty
CPI < 1 znamená, že náklady jsou vyšší, než odpovídá množství získané hodnoty;
CPI > 1 znamená, že náklady jsou nižší, než odpovídá množství získané hodnoty;

Pro vyjádření stavu práce z pohledu harmonogramu se používá hodnota rozdíl časového plánu SV(Schedule variance)
{\displaystyle SV=EV-PV}
SV > 0 znamená, že práce postupuje rychleji, než bylo plánováno

Dalším způsobem vyjádření stavu vůči plánovanému harmonogramu je hodnota SPI (Schedule performance index)
{\displaystyle SPI={EV \over PV}}
SPI = 1 znamená, že množství získané hodnoty odpovídá časovému plánu.
SPI < 1 znamená, že práce je vykonávána pomaleji než předpokládal plán.
SPI > 1 znamená, že práce je vykonávána rychleji než předpokládal plán.

### Predikce výsledku při dokončení
Výpočet odhadovaných nákladů a celkové doby pro dokončení za předpokladu, že práce budou postupovat stejně jako v době kontroly.
Pro vyjádření odhadu nákladů, respektive celkového spotřebovaného úsilí při dokončení projektu EVM používá pojem EAC(Estimate at completion).
{\displaystyle EAC={BAC \over CPI}}
Náklady, respektive čas k dokončení projektu od okamžiku kontroly stavu je ETC(Estimate to complete)
{\displaystyle ETC=EAC-AC}

## Příklad

### Zadání
Úkol: Vykopat 20 m příkopu.
Odhad pracnosti před počátkem práce: 40 hodin.
Plán: Bude se pracovat 4 dny po 10 pracovních hodinách denně.
Očekává se že práce bude postupovat rovnoměrně, tedy každý den se vykope 5 m příkopu.
Náklady: Cena jedné hodiny práce je 100Kč.
Rozpočet: Celkové plánované náklady jsou 40 · 100Kč, tedy na tuto práci máme rozpočet 4000Kč.
V terminologii používané v analýze dosažené hodnoty:
BAC = 4000Kč
Každý metr výkopu se udělá za dvě hodiny a stojí 200Kč.
Kontrola postupu byla prováděna po dvou dnech práce. Očekávalo se, že bude odpracováno 20 hodin a hotova polovina práce,
tedy vykopáno 10 m výkopu.
Ve skutečnosti práce postupovala pomaleji. došlo k pokusu zachránit situaci a byla nasazena další pracovní síla. Ve skutečnosti bylo po dvou dnech odpracováno 32 hodin a dokončilo se jen 8 m výkopu.
Úkolem je spočítat kolik bude skutečná cena výkopu a kolik hodin práce je potřeba k jeho dokončení

### Výpočet
Kontrola je prováděna po dvou dnech. Podle plánu má být hotovo 50% práce. Tedy 10m příkopu. Počítáme plánované úsilí v korunách, tedy plán je 50% z BAC, tedy:
PV = 2000Kč
Ve skutečnosti práce postupovala pomaleji a odpracovalo se 32 hodin. Náklady za 32 hodin práce jsou 32 · 100Kč. Tedy
AC = 3200Kč
Je hotovo jen 8 m výkopu, tedy 40% z celkového plánovaného příkopu. EV se počítá jako 40% ze 4000Kč.
EV = 1600Kč
Získaná hodnota je vztažena k původnímu plánu. Z pohledu investora akce, mělo být dodáno za 4000 Kč výkop 20 m. EV vyjadřuje fakt, že z pohledu investora byla vykonána práce v hodnotě 1600 Kč.
Cost variance
CV = EV – AC = 1600 – 3200 = -1600(Kč)
Skutečné náklady překročily k datu kontroly, tedy v tomto příkladu v polovině projektu o 1600Kč částku, která byla naplánována pro získaný výkon, tedy 8 m příkopu.
Cost performance index.
CPI=1600 / 3200 = 0,5
Hodnota 0,5 říká, že pracujeme z pohledu nákladů s poloviční efektivitou, než jsme očekávali.
Schedule variance
SV = EV – PV = 1600 – 2000 = - 400(Kč) 
Schedule variance má vypovídací schopnost s ohledem na předpokládané tempo práce. Původně jsme očekávali, že pracujeme rychlostí 1 m výkopu za 2 hodiny a tedy za cenu 200Kč. Výsledek -400 Kč vyjadřuje v původně předpokládaných nákladech získané zpoždění – tedy 2 m výkopu za plánem, neboli zpoždění 4 hodiny.
Všechny výpočty lze dělat rovnou v časových jednotkách. Pokud bychom to provedli, tak:
PV = 20 hodin 
BAC = 40 hodin 
EV = 16hodin
EV jsme určili jako 40% ze 40 hodin.
SV = 16 – 20 = -4(hodiny)
, tedy zpoždění 4 hodiny.
SPI = EV/PV
Ať dosadíme peníze, nebo časové jednotky, dostáváme stejnou hodnotu:
SPI=1600/2000 = 16/20 = 0,8
Tedy dosahujeme jen 80% toho, co bylo naplánováno.

### Odhady na dokončení projektu
EAC (eastimation at completion) je odhad kolik bude celá práce stát na konci. Vzorec kalkuluje s tím, že podáme výkon takový, jako jsme podávali od začátku projektu do současnosti.
EAC = BAC / CPI = 4000 / 0,5 = 8000(Kč) 
Celá práce tedy bude stát 8000Kč. Pokud budeme počítat v časových jednotkách, potom:
EAC = 40 / 0,5 = 80(hodin) 
ETC(estimation to completion) je hodnota kolik zbývá do konce projektu.
ETC = EAC – AC = 8000 – 3200 = 4800(Kč) 
ETC = 80 – 32 = 48(hodin) 
Pro dokončení projektu při zachování stávajícího tempa práce potřebujeme ještě 4800 Kč a tedy 48 hodin práce.

## Získaná hodnota práce - alternativy

### Úsilí k dokončení úkolu
V některých se namísto odhadu procenta dokončení úkolu používá odhad objemu práce do dokončení.
V případě použití této metody lze procento dokončení úkolu POC dopočítat na základě znalosti celkového rozsahu úkolu a odpracované práce.
Například:
Původní odhad na úkol byl 8 dní. Po 4 odpracovaných dnech bylo odhadnunto, že ještě zbývá 6 dní do konce.
Výpočet: Skutečné trvání úkolu bude: 4 + 6 = 10 dní. (Odpracovány 4 dny a 6 dnů zbývá).
POC = (4/10)*100 = 40(%)

### Určení EV dle zahájení-dokončení
Každý odhad, ale i výpočet rozpracovanosti je zatížen chybou. Navíc může být získání odhadu rozpracovanosti komplikované, nebo pracné. Výpočet EVM může být také negativně ovlivněn tím, že informace o rozpracovanosti nemůže být získána v jeden časový okamžik, což zavádí do výpočtu další chybu.
Pokud je metoda EVM používána na projektech, kde je sledováno větší množství drobných úkolů, lze v praxi jsou použít alternativní zjednodušující techniky, které zcela eliminují požadek na odhadování rozpracovaných úkolů. Například každý zahájený úkol se hodnotí 50% hotovo a dalších 50% až po jeho dokončení. Pokud je kladen důraz na dokončení úkolů, bývá používán jiný poměr. Například každý zahájený úkol je započítáván jako by z něj bylo 20% hotovo a zbývajících 80% se započte po dokončení úkolu. V krajmím případě může být poměr sledován jako 0, nebo 100% hotovo. To znamená, že rozpracované úkoly nejsou započítány do výsledku vůbec.

## Omezení a další možnosti metody EVM
EVM metoda má svá omezení. Například pro posouzení opoždění/ předbíhání nebere v úvahu kritickou cestu projektu a jeho vypovídací schopnost je tedy omezená. Pří aplikaci EVM v praxi existuje více přístupů a pravidel, které známé nevýhody eliminují. EVM nabízí i více indexů a další možnosti nad rámec tohoto popisu.